# Église Shembe
L’Église Shembe ou Église Baptiste de Nazareth ou Ibandla lamaNazaretha est la deuxième plus grande secte d’origine africaine d'Afrique du Sud ; elle fut fondée en 1910 par Isaiah Shembe.

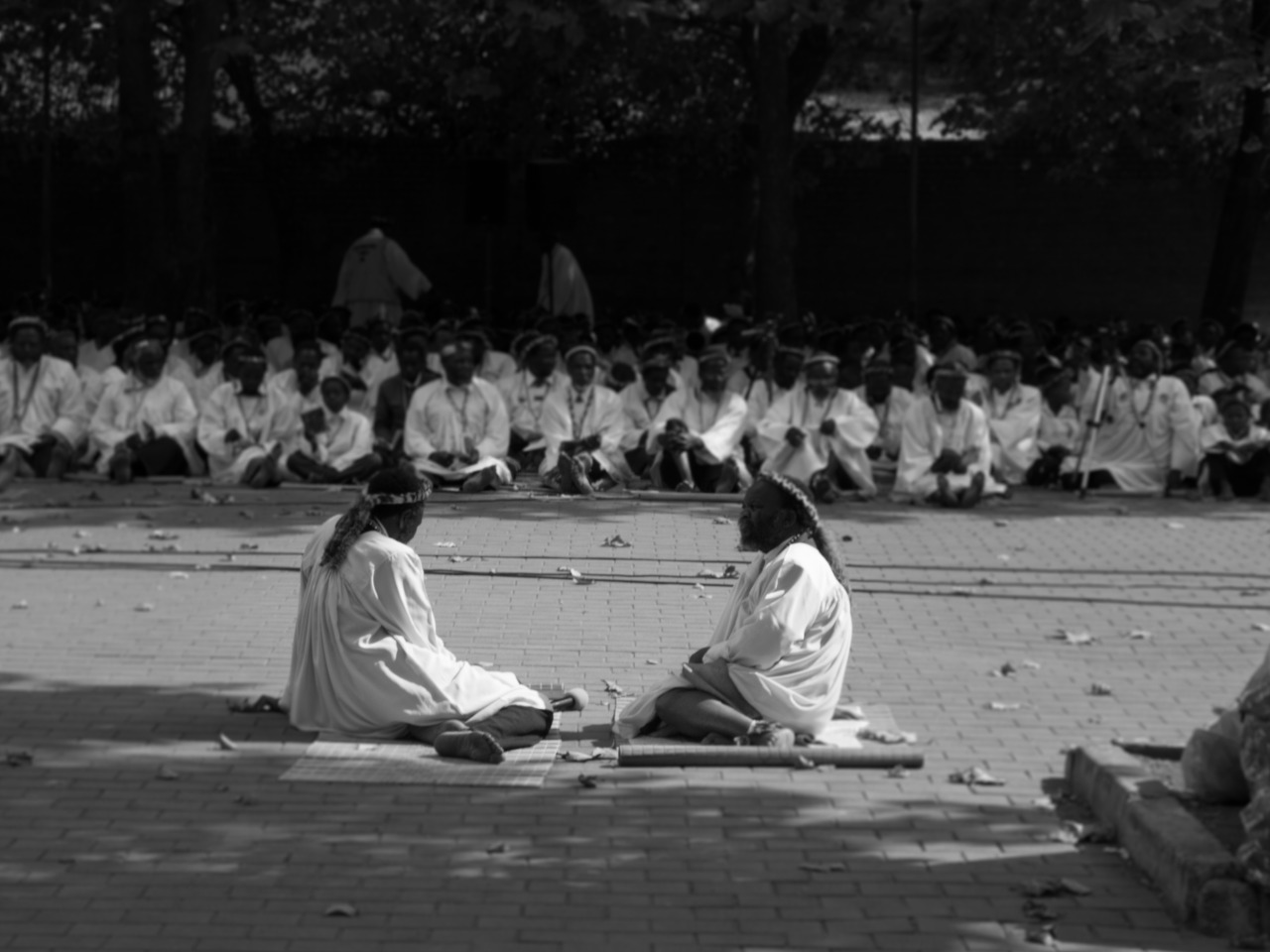
Culte Shembe

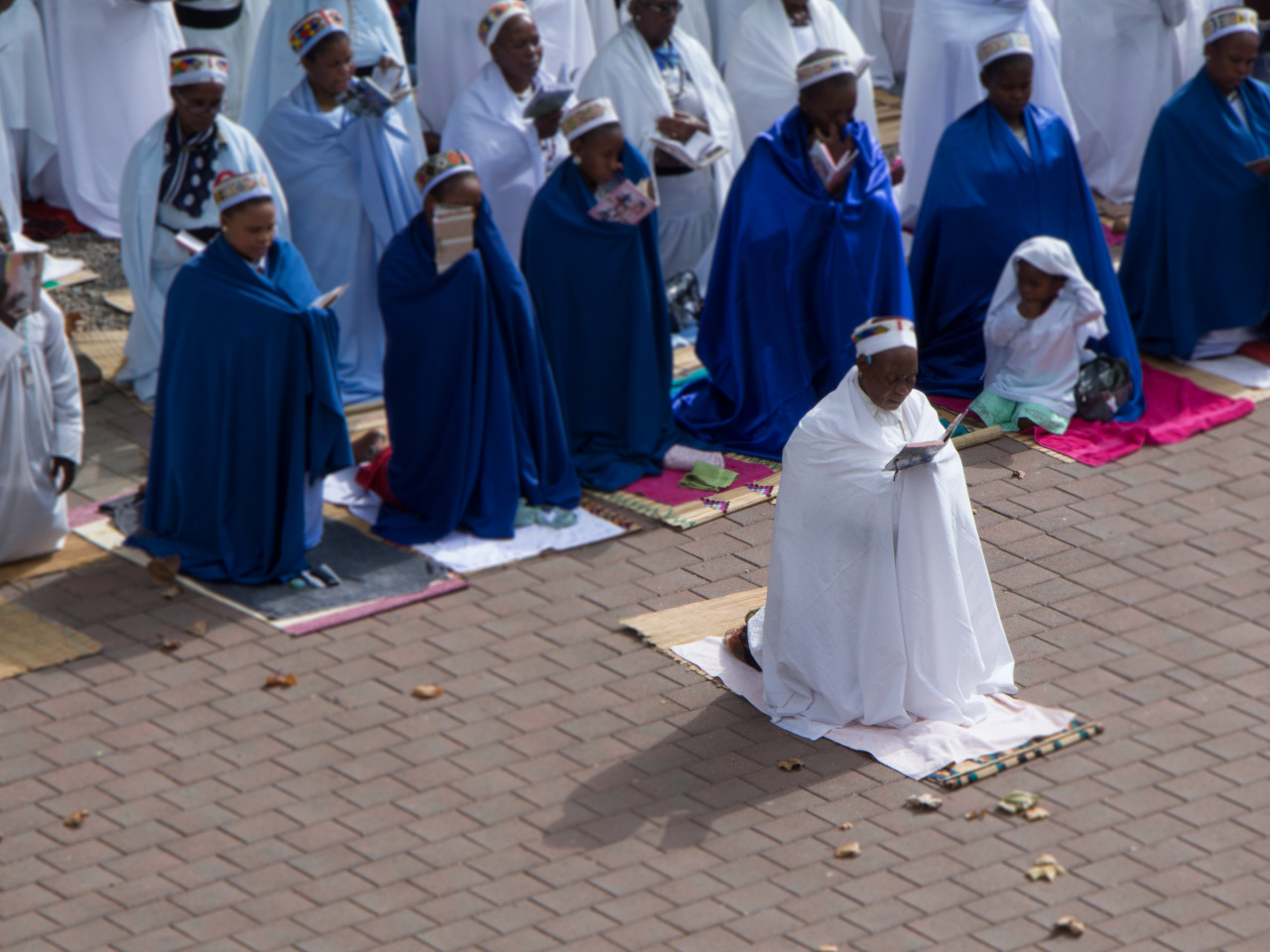
Femmes participant à une cérémonie Shembe

## Histoire
Elle vénère Isaiah Shembe en tant que prophète envoyé par Dieu pour restaurer les enseignements de Moïse, des prophètes et de Jésus. Ses membres observent le sabbat ; la consommation de porc, le tabagisme et les relations sexuelles avant le mariage sont proscrites, tandis que la polygamie est encouragée,.
Elle a été divisée en deux groupes après la mort de Johannes Galilee Shembe en 1976. Le plus grand groupe était dirigé par l'évêque Amos Shembe jusqu’à sa mort en 1995, tandis que le révérend Londa Shembe dirigeait l'autre groupe.
En 2009, elle se divise à nouveau en trois factions au KwaZulu-Natal et une à Gauteng.
Les membres utilisent des peaux de léopard dans le cadre de leurs cérémonies, ce que certains militants tentent d’arrêter ou de remplacer par de la peau synthétique de léopard.
Durant la période post-apartheid elle fut déchirée par la guerre civile opposant Zoulous et Xhosa et fut l'objet de convoitises de la part des partis politiques.